# 原田真人
原田真人（日语：／ Harada Masato，1949年7月3日—），日本著名導演、編劇、製片人、演員及影評人，出生于靜岡縣沼津市。靜岡縣立沼津東高等學校畢業後進入東京寫真専門學校就讀。1972年前往英國倫敦留學。在成爲導演之前曾為報章和刊物撰寫影評。

## 導演作品 （電影）
- Goodbye, Flickmania（1979年）
- Windy（1984年）
- Paris/Dakar 1500（1986年）
- Onyanko the Movie - One Shot Crisis!（1986年）
- The Heartbreak Yakuza（1987年）
- GUNHED（1989年）
- Painted Desert（1994年）
- 神風72小時（1995年）
- 光榮與瘋狂（1996年）
- 澀谷24小時（1997年）
- 金融腐蝕列島（1999年）
- 狗神（2001年）
- 突入，武士山莊人質事件（2002年）
- 傳染歌（2007年）
- 魍魉之匣（2007年）
- 超越巔峰（2008年）
- 我的母親手記（2011年）
- RETURN（2013年）
- 投靠女與出走男（2015年）
- 日本最漫長的一天（2015年）
- 關原之戰（2017年）
- 檢察方的罪人（2018年）
- 燃燒吧，劍!（2021年）
- HELL DOGS（2022年）

## 導演作品 （電視）
- 自由戀愛（2005年）
- 初秋（2011年）

## 演出作品
- 末代武士（2003）飾 大村松江
- 霍元甲（2006）飾 三田龍一

## 獲得獎項
- 第40回 藍絲帶獎（1997年） - 最佳導演獎『澀谷24小時』
- 第22回 報知電影獎（1997年） - 最佳導演獎『澀谷24小時』
- 第19回 橫濱電影節（1997年） - 最佳劇本獎『澀谷24小時』
- 第73回 電影旬報十佳獎（1999年） - 最佳日本電影導演『金融腐蝕列島』
- 第28回 日刊體育電影大獎・石原裕次郎賞（2015年） - 導演獎賞『日本最漫長的一天』『投靠女與出走男』
- 第39屆 日本電影學院獎（2015年） - 入圍『日本最漫長的一天』
  - 優秀監督賞
  - 優秀脚本賞
- 第70回 每日電影獎（2015年） - 劇本獎『投靠女與出走男』